# 마수량
마수량(중국어 정체자: 马书良, 병음: Má Shūliáng, 한자음: 마서량, 1960년 7월 16일 ~ )은 중국의 배우이다.